# Iwo Jima, deserto di fuoco
Iwo Jima, deserto di fuoco è un film del 1949, diretto dal regista Allan Dwan.

## Trama
Nel 1943 il sergente dei Marines John M. Stryker riceve l'incarico di addestrare alcune reclute fra le quali Peter Conway, figlio del suo ex comandante. Il sergente è odiato da tutti per via della sua severità, ma le reclute si renderanno conto, soprattutto in occasione dello sbarco a Tarawa, che il duro addestramento di Stryker potrà salvare loro la vita. Dopo Tarawa la squadra marines riceve un altro periodo di addestramento in vista dello sbarco a Iwo Jima; qui, nel corso dei durissimi combattimenti, Conway salva la vita a Stryker e fra i due si crea un rapporto di stima e amicizia reciproca. Alcuni giorni dopo Stryker verrà ucciso; i suoi uomini gli troveranno addosso una lettera incompleta indirizzata al figlio che Conway prende con sé per completarla. In quello stesso istante sei marines issano una bandiera americana sul monte Suribachi.